# بورگلینده پولاک
بورگلینده پولاک (آلمانی: Burglinde Pollak؛ زادهٔ ۱۰ ژوئن ۱۹۵۱) ورزشکار پنج‌گانه اهل آلمان بود.
وی در مسابقات کشوری و بین‌المللی در مجموع برندهٔ ۳ مدال نقره، ۲ مدال برنز شده‌است.